# Bad of the Heart
Bad of the Heart (em português:  Mal do Coração) é o álbum de estreia do cantor de freestyle George Lamond. O álbum foi lançado em 16 de julho de 1990 pela gravadora Columbia Records. O álbum foi produzido por Mark Liggett e Chris Barbosa, mesmos produtores da canção "Let the Music Play" da cantora Shannon, apontada como uma das primeiras faixas de freestyle criada. Os principais sucessos do álbum foram "Look into My Eyes", "No Matter What" e "Bad of the Heart", essa última passando a barreira do Top 40 da Billboard Hot 100, alcançando a posição #25.

## Recepção da crítica
| Críticas profissionais | Críticas profissionais |
| Avaliações da crítica  | Avaliações da crítica  |
| Fonte                  | Avaliação              |
| ---------------------- | ---------------------- |
| Allmusic               | [ 1 ]                  |
| Entertainment Weekly   | B                      |

Greg Sandow, do site Entertainment Weekly, avaliou o álbum de forma positiva, dando um B, afirmando que "o mais impressionante na estréia de LaMond é sua sinceridade" e que "como um todo, Bad of the Heart é uma agradável surpresa".

## Faixas
| N.º | Título                                       | Duração |  |
| 1.  | "Bad of the Heart"                           | 4:20    |  |
| 2.  | "Love's Contagious"                          | 5:29    |  |
| 3.  | "Serenade You"                               | 3:36    |  |
| 4.  | "Passing Time"                               | 4:25    |  |
| 5.  | "Without You"                                | 4:42    |  |
| 6.  | "Stop That Girl"                             | 4:36    |  |
| 7.  | "Who Needs Love"                             | 4:41    |  |
| 8.  | "Look into My Eyes"                          | 5:17    |  |
| 9.  | "What Could've Been"                         | 4:48    |  |
| 10. | "No Matter What" (Dueto com Brenda K. Starr) | 4:35    |  |

## Desempenho nas paradas musicais
| Parada musical (1990)                      | Melhor posição |
| ------------------------------------------ | -------------- |
| Estados Unidos - Billboard 200 (Billboard) | 104            |
| Estados Unidos - Top 200 Albums (Cash Box) | 100            |